# Comuna Kumanivka, Kozeatîn
Kumanivka (în ucraineană Куманівка) este o comună în raionul Kozeatîn, regiunea Vinnița, Ucraina, formată din satele Kumanivka (reședința) și Tucea.

## Demografie
Componența lingvistică a satului Kumanivka
     Ucraineană (98,6%)
     Alte limbi (1,23%)
Conform recensământului din 2001, majoritatea populației satului Kumanivka era vorbitoare de ucraineană (98,6%), existând în minoritate și vorbitori de alte limbi.